# Arthur Briggs
Arthur Briggs (St. George (Grenada), 9 april 1901 - Parijs, 15 juli 1991) was een (als Brit geboren) Amerikaanse jazz-trompettist en bandleider, die in Europa bekender was dan in Amerika.
Briggs, geen familie van tubaïst Pete Briggs, speelde als minderjarige in de bekende bands van James Reese Europe en toerde daar ook mee. Hij was echter te jong en had eigenlijk de Britse nationaliteit. Daarom haalde hij zijn geboortejaar 2 jaar naar voren, 1899 en liet in zijn paspoort vermelden dat hij uit Carolina kwam. Eind jaren tien speelde hij in de band van Willie Cook (met Sidney Bechet), waarmee hij ook voor het eerst in Europa optrad. Na een korte tijd in het orkest van Leslie Howard emigreerde Briggs rond 1922 naar Europa, waar hij enkele jaren later, rond 1927, het Savoy Syncopated Orchestra oprichtte. Met dit gezelschap, waarin ook 'blanken' speelden, was hij onder meer actief in Duitsland. In Berlijn nam hij in 1927 voor de platenlabels Clausophon en, later, Deutsche Grammophon tientallen dansnummers op. In de periode 1928 tot circa 1931 speelde hij met Noble Sissle. In de jaren erna had hij verschillende groepen (onder meer met Freddy Johnson) en nam hij op met Coleman Hawkins en Django Reinhardt. Tijdens de oorlog bracht hij enige tijd in een concentratiekamp door. Na de oorlog pakte hij zijn trompet weer op. Hij werd vooral actief in Frankrijk, waar hij een van de leidende figuren in de jazzscene van Parijs werd. Tevens gaf hij les, in 1964 werd hij professor.
Briggs is te horen op opnames van Marlene Dietrich, Wilbur Sweatman en Lud Gluskin.

## Discografie
- Hot Trumpet in Europe 1927-1933, EPM Records, 1996